# Vannerie sur arceaux
Les paniers à montants courbés disposés en méridien se trouvent surtout à l’est de la Bretagne, jusqu’au Pays de Nantes. Ce type de vannerie est également appelé « vannerie bâtie sur arceaux » ou encore « vannerie sur côtes ». Le montage du panier se fait généralement en deux parties distinctes, d’abord l’ossature, puis le tressage, alors que dans la plupart des vanneries, l’ensemble est monté simultanément. 
Ce savoir-faire vannier est reconnu par l’Inventaire du patrimoine culturel immatériel en France.
Il existe deux types de paniers dans la vannerie à monture convergente : la vannerie à monture convergente ramifiée et la monture convergente simple.

## Vannerie à monture convergente ramifiée
Ce type de vannerie se retrouve dans une aire géographique limitée au sud de la Loire, le pays de Nantes, de Redon, de Dinan et le Porhouët. La production se fait plutôt dans le cadre familial et privé. Il n’existe pas ou peu d’artisans se consacrant à cette vannerie. Le bois utilisé est l’osier jaune (Salix alba vetelina). Il doit être rapidement tressé après la récolte pour pouvoir utiliser sa souplesse avant qu’il ne sèche. 
Dans la mesure où c’est une pratique privée, il n’y a pas de lieu, de disposition particulière pour réaliser un panier. Chacun choisit son endroit (généralement en extérieur pour ne pas encombrer et salir la maison). Certains le réalisent à la veillée ou dans un moment vacant, sachant que la fabrication peut être abandonnée et reprise plus tard sans contraintes. Dans tous les cas, cette vannerie est généralement réalisée à la fin de l’hiver, période à laquelle l’osier doit être récolté.

## Vannerie à monture convergente simple
Ce type de vannerie est plutôt localisé au nord et à l’ouest de l’Ille-et-Vilaine, au nord-est et sud de la Loire-Atlantique. L’aire de production majeure se concentre cependant sur le village de Rannée, au sud-est de l’Ille-et-Vilaine. Si on y comptait une dizaine d’atelier au XXe siècle, il n’en reste aujourd’hui plus qu’un (atelier Hérisset). La présence de ce type de vannerie sur ce site en particulier relève de la disponibilité des matériaux, mais aussi de la demande importante en paniers dans cette région où la récolte des pommes est une activité importante pour la cidrerie. 
Les ateliers sont des lieux spécialement aménagés pour cette activité. L’osier est stocké dans des greniers. Les vanneries réalisées sont quant à elles entreposées dans une pièce prévue à cet effet. 